# 福田篤泰
福田 篤泰（ふくだ とくやす、1906年10月13日 - 1993年8月7日）は、日本の政治家。
衆議院議員（10期）、総理府総務長官、行政管理庁長官、郵政大臣などを歴任した。

## 経歴
東京府出身。府立第三中学校、旧制浦和高等学校を経て、1930年東京帝国大学経済学部を卒業後、外務省に入省。情報局秘書課長などを経て吉田茂首相秘書官となる。吉田の名代として林譲治や益谷秀次との折衝を任されるなど信頼を得ていた。
1949年第24回衆議院議員総選挙に旧東京7区から民主自由党公認で立候補し当選、以後当選10回で、吉田政権時代の中央官僚出身政治家にしては珍しく、保守合同後は大野伴睦派-村上勇派-三木武夫派と、党人派系の派閥を遍歴している。
多数入閣し、1959年第2次岸内閣で総理府総務長官、1963年第2次池田内閣で防衛庁長官。
1964年に訪米した際には「憲法の許す範囲でベトナム戦争に協力する」と発言した。その後、1965年第1次佐藤内閣で行政管理庁長官兼北海道開発庁長官、1976年三木内閣で郵政大臣を務めた。また、戦争で離島を余儀なくされた小笠原島民の要望に応え、1960年小笠原協会会長に就任、日米両国政府にロビイングを行い1968年の日本復帰に道を開いた。
1979年第35回衆議院議員総選挙落選により政界引退。1977年春に勲一等旭日大綬章受章。1993年8月7日、老衰のため神奈川県小田原市で死去。86歳没。
世界連邦運動の推進団体・世界連邦日本国会委員会第8代会長である。

## 著書
- 回想記『至誠天に通ず　政界二十五年の歩み』（外政研究会、1974年）